# 埃拉斯德亚尤索
埃拉斯德亚尤索，是西班牙卡斯蒂利亚-拉曼恰瓜达拉哈拉省的一个市镇。总面积10平方公里，总人口145人（2001年），人口密度15人/平方公里。